# アガシクレス
アガシクレス（またはアゲシクレス、ヘゲシクレス、希：Αγασικλης、Αγησικλης、Ηγησικης、ラテン文字転記：Agasicles、Agesicles 、Hegesicles、在位：紀元前575年-紀元前550年）はエウリュポン朝のスパルタ王である。
アガシクレスは先王ゼウクシデモスの子であり、次代の王アリストンの父である。アガシクレスの時代、スパルタは第二次メッセニア戦争をはじめとした戦争では勝利を得たが、先代から続いていたテゲアとの戦争では苦戦を強いられていた。この戦争はアガシクレスの共同統治者レオンの子アナクサンドリデスの時代になってようやく優位に立てた。